# Sznur pereł (baśń)
Artykuł ten został zgłoszony do umieszczenia na stronie głównej w rubryce „Czy wiesz”.
Pomóż nam go sprawdzić: oceń zgłoszoną nominację.

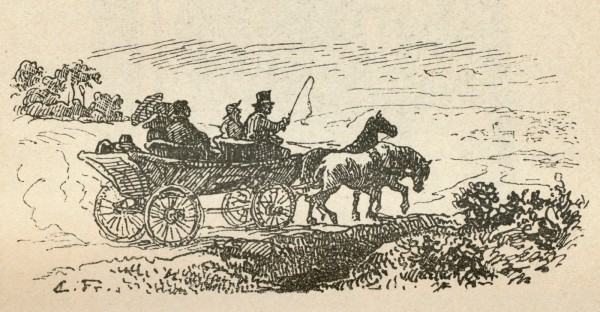
Ilustracja Lorenza Frølicha

Sznur pereł (duń. Et stykke Perlesnor) – baśń literacka autorstwa Hansa Christiana Andersena, wydana po raz pierwszy w Kopenhadze w grudniu 1856 roku.

## Publikacja
Andersenowska baśń literacka Sznur pereł została po raz pierwszy opublikowana w dwóch etapach. Pierwsza jej część ukazała się w Kopenhadze w Kopenhadze w grudniu 1856 roku w Folkekalender for Danmark. 1857. Wydawcą kalendarza było wydawnictwo C.C. Lose & Delbanco. W całości utwór został wydany w antologii Nowe baśnie i opowieści. Zbiór trzeci (duń. Nye Eventyr og Historier. Første Række. Tredie Samling). Tom opublikowało 24 marca 1859 wydawnictwo C. A. Reitzel. Baśń wznowiono za życia pisarza w zbiorze Eventyr og Historier. Tredie Bind. 1870 wydanym 10. grudnia 1870. W katalogu dzieł Andersena autorstwa B.F. Nielsena baśń opatrzona jest numerem 760. Autorem ilustracji do baśni był Lorenz Frølich.

## Tematyka
W treści utworu Andersen nawiązuje do szeregu legendarnych i autentycznych postaci z historii swojego kraju. Wymienieni zostali:
- Absalon (1128–1201) – duński arcybiskup, założyciel Kopenhagi[1].
- Jens Baggesen (1764–1826) – duński poeta, satyryk i prozaik, znany z wierszy, poematów i pism podróżniczych[1].
- Michael Gottlieb Birckner(inne języki) (1756–1798) – pastor w Korsør, walczący o wolność druku[1].
- Fryderyk VI Oldenburg (1768–1839) – król Danii i Norwegii (1808–1839), władca w okresie wojen napoleońskich[1].
- Ludvig Holberg (1684–1754) – norwesko-duński pisarz, dramaturg i historyk, twórca komedii klasycystycznych[1].
- Anders ze Slagelse(inne języki) – postać z legendy ludowej, duchowny katolicki z XII–XIII w., związany z cudowną podróżą z Jerozolimy do Danii w jedną noc[1].
- Hrodgar – legendarny duński król, założyciel Roskilde[1].
- Bernhard Severin Ingemann (1789–1862) – duński poeta i powieściopisarz, autor powieści historycznych i pieśni religijnych[1].
- Małgorzata I (1353–1412) – królowa i regentka Danii, Norwegii i Szwecji, twórczyni unii kalmarskiej[1].
- Adam Oehlenschläger (1779–1850) – duński poeta narodowy, dramaturg, autor hymnu Danii[1].
- Knud Lyne Rahbek(inne języki) (1760–1830) – duński pisarz i wydawca[1].
- Kamma Rahbek(inne języki) (1775–1829) – pisarka, gospodyni salonu literackiego w Bakkehuset(inne języki)[1].
- Christoph Ernst Friedrich Weyse (1774–1842) – duński kompozytor, odnowiciel duńskiej pieśni romantycznej[1].

W baśni jest mowa o podróżowaniu, m.in. z Kopenhagi do Korsør koleją. Wymienione zostają z nazwy następujące miejscowości i lokalizacje: Assens, Fionia, Kieler Förde (fiord w Niemczech, okolice Kilonii), Korsør, Kopenhaga, Lejre, Nyborg, Odense, Ringsted, Roskilde, Sigersted, Slagelse, Sprogø (wyspa na Wielkim Bełcie), Sorø, Søndermarken (park w Kopenhadze).

## Polskie przekłady
Pierwszy przekład baśni na język polski opublikowała w 1931 roku Stefania Beylin w sześciotomowym zbiorze Baśnie, wydanym w Warszawie przez Wydawnictwo Jakuba Mortkowicza. Współczesny przekład z języka duńskiego autorstwa Bogusławy Sochańskiej ukazał się w 2006 roku w trzytomowej antologii Baśnie i opowieści (tom II 1852–1862) wydanej w Poznaniu przez Media Rodzina.